# Александар Вурц
Александар Вурц (15. фебруар 1974) бивши је аустријски мото спорт возач и возач формуле 1. Такмичио се у Формули 1 од 1997. до 2007. године. Двоструки је победник 24 сата Ле Мана.
Вурц је други син бившег реликрос шампиона Франца Вурца.